# 세리에 A 2025-26 경기 일정
이 문서는 2025년 8월 15일부터 2026년 5월 24일까지 진행되는 세리에 A 2025-26 경기 일정이다.

## 경기 일정

### 경기일 1 (8월 23-25일 토/일/월)
|  | v  |  |
|  | -- |  |
|  | [] |  |

### 경기일 37 (5월 17일 일)
|  | v  |  |
|  | -- |  |
|  | [] |  |

### 경기일 38 (5월 24일 일)
|  | v  |  |
|  | -- |  |
|  | [] |  |

## 주요 더비 경기 일정
| 라운드 | 더비 유형 | Home | Score | Away | 경기장 |
| ------ | --------- | ---- | ----- | ---- | ------ |
|        | 더비      |      | -     |      |        |

## 동시에 사용하지 않는 경기장
이 목록은 이 시즌에 한 라운드에 동시에 쓰지 않으며 한 번씩 번갈아가며 쓰는 두 경기장이다. 이는 옆 경기장으로부터의 소음을 방지하기 위해서이다.

## 같이 보기
- 세리에 A
- 세리에 A 2025-26